# Welcome to Hell
Welcome to Hell es el álbum debut de la banda británica de heavy metal Venom, editado en 1981 por el sello Neat.

## Detalles
El álbum fue grabado en los Impulse Studios de Newcastle, ciudad de donde la banda es oriunda.
El arte de la portada muestra un pentagrama invertido y el rostro de un macho cabrío.
En 1985 se editó en Estados Unidos a través del sello Combat Records en LP de vinilo y casete, conteniendo dos bonus tracks, "In Nomine Satanas" y "Bursting Out".
En 2002 se lanzó una versión remasterizada en CD que contenía 11 bonus tracks, a través del sello Sanctuary.

## Lista de canciones

### LP original
Todas las canciones escritas y compuestas por Cronos, Mantas y Abaddon. 
| Lado A |                                         |          |  |
| N.º    | Título                                  | Duración |  |
| 1.     | «Sons of Satan»                         | 3:38     |  |
| 2.     | «Welcome to Hell»                       | 3:15     |  |
| 3.     | «Schizoid»                              | 3:34     |  |
| 4.     | «Mayhem With Mercy»                     | 0:58     |  |
| 5.     | «Poison»                                | 4:33     |  |
| 6.     | «Live Like an Angel» (Die Like a Devil) | 3:59     |  |

| Lado B |                              |          |  |
| N.º    | Título                       | Duración |  |
| 7.     | «Witching Hour»              | 3:40     |  |
| 8.     | «One Thousand Days in Sodom» | 4:36     |  |
| 9.     | «Angel Dust»                 | 2:43     |  |
| 10.    | «In League With Satan»       | 3:35     |  |
| 11.    | «Red Light Fever»            | 5:14     |  |

| Edición 1985 de Combat Records |                                         |          |  |
| N.º                            | Título                                  | Duración |  |
| 1.                             | «Sons of Satan»                         | 3:38     |  |
| 2.                             | «Welcome to Hell»                       | 3:15     |  |
| 3.                             | «Schizo»                                | 3:34     |  |
| 4.                             | «Mayhem With Mercy»                     | 0:58     |  |
| 5.                             | «Poison»                                | 4:33     |  |
| 6.                             | «Live Like an Angel» (Die Like a Devil) | 3:59     |  |
| 7.                             | «Witching Hour»                         | 3:40     |  |
| 8.                             | «One Thousand Days in Sodom»            | 4:36     |  |
| 9.                             | «Angel Dust»                            | 2:43     |  |
| 10.                            | «In League With Satan»                  | 3:35     |  |
| 11.                            | «Red Light Fever»                       | 5:14     |  |
| 12.                            | «In Nomini Satanas» (Bonus Track)       | 3:28     |  |
| 13.                            | «Bursting Out» (Bonus track)            | 2:56     |  |

| Bonus tracks edición en CD de 2002 |                                                |          |  |
| N.º                                | Título                                         | Duración |  |
| 1.                                 | «Angel Dust» (Lead Weight version)             | 3:03     |  |
| 2.                                 | «In League With Satan» (Disco de vinilo de 7") | 3:31     |  |
| 3.                                 | «Live Like an Angel» (Disco de vinilo de 7")   | 3:54     |  |
| 4.                                 | «Bloodlust» (Disco de vinilo de 7")            | 2:59     |  |
| 5.                                 | «In Nomine Satanas» (Disco de vinilo de 7")    | 3:29     |  |
| 6.                                 | «Angel Dust» (Demo)                            | 3:10     |  |
| 7.                                 | «Raise the Dead» (Demo)                        | 3:29     |  |
| 8.                                 | «Red Light Fever» (Demo)                       | 4:51     |  |
| 9.                                 | «Welcome to Hell» (Demo)                       | 4:57     |  |
| 10.                                | «Bitch Witch» (Toma descartada)                | 3:08     |  |
| 11.                                | «Snots Shit» (Toma descartada)                 | 2:06     |  |

## Integrantes
- Cronos - voz, bajo
- Mantas - guitarra
- Abaddon - batería

- Datos: Q1753218